# آندری لیخاویتسکی
آندری لیخاویتسکی ((به بلاروسی: Андрэй Ліхавіцкі)؛ زادهٔ ۲۳ ژوئن ۱۹۸۶) ژیمناست هنری اهل بلاروس است.